# Guilherme Oliveira Santos
Guilherme Oliveira Santos, kurz Guilherme (* 5. Februar 1988 in Jequié) ist ein brasilianischer Fußballspieler, der in Brasilien bei Paysandu SC unter Vertrag steht und an den japanischen Erstligisten Júbilo Iwata ausgeliehen ist.

## Spielerkarriere
Guilherme startete seine Karriere als Fußballer in der Saison 2007 beim brasilianischen Erstligisten CR Vasco da Gama, bei dem er bereits in der Jugend gespielt hatte. Mit nur 19 Jahren wurde er Stammspieler in der ersten brasilianischen Liga und bestritt 24 Spiele ohne dabei ein Tor zu erzielen.
Nach der Saison, die im Dezember endete, wechselte der brasilianische Verteidiger zum spanischen Erstliga-Aufsteiger UD Almería. Nachdem er lange Zeit nur selten zum Einsatz gekommen war, kam er in der Saison 2009/10 häufiger zum Einsatz. Mit Beginn der Saison 2010/11 wurde er an Real Valladolid ausgeliehen, das gerade in die Segunda División abgestiegen war.
In Almería hatte man nach dem Leihgeschäft keine Verwendung mehr für ihn, sodass er im Sommer 2011 in sein Heimatland zurückkehrte und seitdem bei diversen Vereinen spielte. In der Saison 2016/17 folgte noch ein Abstecher zu Anorthosis Famagusta auf Zypern. Nach einem halben Jahr bei Paysandu SC stand er zwar von 2018 bis 2022 bei Tombense FC unter Vertrag, wurde in dieser Zeitspanne jedoch an insgesamt 5 Vereine verliehen. Seit 2022 steht er bei AA Ponte Preta unter Vertrag.